# 東京通信グループ
株式会社東京通信グループ（とうきょうつうしんグループ）は、東京都港区六本木に本社を置くインターネットサービスのIT企業。

## 概略
2015年5月に設立された東京通信は、スマートフォン向けアプリケーションの開発・運用を主要な事業とし、その後、多くの子会社を設立してグループでインターネットサービスを提供している。また、スマートフォン向けの無料アプリを独自に企画・開発し、そのアプリ内の一部スペースを広告枠として利用し、そこから広告収入を得るビジネスを展開している。
2020年12月には、東京証券取引所マザーズ市場（現・グロース市場）に上場した。現在はメディア事業、プラットフォーム事業をはじめ、その他メタバース事業にも注力している。
2023年6月、総務省に対してBSデジタル放送（4K放送）の申請を行ったが、後に取り下げている。

## 沿革
- 2015年5月 - スマートフォンアプリの開発・運用を主な目的として株式会社東京通信を設立
- 2017年
  - 2月 - 事業ポートフォリオの拡充を図るため、広告代理事業（現メディア事業）を開始
  - 7月 - 事業ポートフォリオの拡充を図るため、投資事業を開始
- 2020年12月 - 東京証券取引所マザーズ市場（現グロース市場）に上場（証券コード:7359）
- 2021年4月 - 事業ポートフォリオの拡充を図るため、株式会社ティファレトを完全子会社化し、プラットフォーム事業を開始
- 2022年11月 - 本社、グループ子会社を東京都港区（住友不動産六本木グランドタワー）に移転
- 2023年
  - 1月 - インターネット事業の名称を「メディア事業」に変更
  - 4月 - 持株会社体制へ移行し、商号を株式会社東京通信グループに変更

## 取締役
- 取締役会長 - 外川 穣（そとかわ ゆずる）
- 代表取締役社長CEO - 古屋 佑樹（ふるや ゆうき）
- 取締役CFO - 赤堀 政彦（あかほり まさひこ）

## 執行役員
- 社長執行役員 - 古屋 佑樹（ふるや ゆうき）
- 執行役員 - 横山 佳史（よこやま よしふみ）
- 執行役員 - 村野 慎之右（むらの しんのすけ）
- 執行役員 - 長谷川 智耶（はせがわ ともや）
- 執行役員 - 福島 勇人（ふくしま はやと）
- 執行役員 - 早川 晋（はやかわ しん）
- 執行役員 - 赤堀 政彦（あかほり まさひこ）

## 主な子会社
- 株式会社デジタルプラント - 広告事業/SEO事業/その他
- 株式会社パルマ - プラットフォーム事業
- 株式会社TeT - ファンクラブ構築/支援事業
- 株式会社シーカーズポート - IT全般・ゲーム業界に特化した人材紹介事業/広告業及び広告代理業
- 株式会社TT - アプリ企画・開発及び販売ほか
- 株式会社ティファレト
- 株式会社METAVERSE A CLUB
- 株式会社Digital Vision Industries
- MASK合同会社
- Babangida合同会社
- fty合同会社

ほか